# Jerzy Korcz
Jerzy Korcz (ur. 18 listopada 1924 w Warszawie, zm. 19 grudnia 2009 w Katowicach) – polski aktor teatralny i filmowy.

## Przebieg kariery
- 1951–1955 Państwowy Teatr w Gnieźnie,
- 1956–1962 Teatr Polski w Bielsku-Białej,
- 1962–1976 i 1979–1986 Teatr Śląski w Katowicach, Teatr Nowy w Zabrzu.

## Filmografia
- 1986 – Komedianci z wczorajszej ulicy
- 1984 – Sprawa się rypła jako Kadela, sąsiad Placków
- 1982 – Polonia Restituta (serial telewizyjny) jako Witos Wincenty
- 1982 – Karczma na bagnach jako diabeł Łęczycki
- 1982–1986 – Blisko, coraz bliżej
- 1980 – Polonia Restituta
- 1978 – Ślad na ziemi
- 1964 – Koniec naszego świata jako więzień Oświęcimia